# Mazda Luce
La Mazda Luce è un'autovettura prodotta dalla casa automobilistica giapponese Mazda dal 1966 al 1991. A seconda degli anni, dei mercati di vendita e della motorizzazione ha avuto anche la denominazione di Mazda 929 e Mazda RX4 (rispettivamente dotate di motore termico tradizionale e del motore wankel).
La versione base era quella berlina ma è stata prodotta anche in versione coupè e familiare.